# 中国陸軍総司令部
中国陸軍総司令部は1944年の冬に設立された中華民国国民革命軍の組織で、その任務は連合国の作戦に協力するとともに、中国西南部の各抗日戦争戦区とイギリス領ビルマ北部での防衛と反攻に責任を負うものであった。また、別に連合国軍を構成する各国部隊と同様にジョセフ・スティルウェル米陸軍中将の指揮下にあった。
雲南省昆明に駐屯した中国陸軍総司令部は、国民政府軍事委員会参謀総長の何応欽がその総司令を兼任し、隷下にインド遠征軍衛立煌、黔桂湘（貴州省、広西省、湖南省）の湯恩伯の部隊、第4戦区張発奎の部隊、滇越（雲南省ベトナム）国境の盧漢の部隊及び杜聿明の第5集団軍と李玉堂の第27集団軍、合計28個軍、86個師団で、1個正規師団を概算8,000人として、その規模は65万人以上の兵員を有した。
その後、縮編され第1方面軍（司令官、盧漢）、第2方面軍（張発奎）、第3方面軍（湯恩伯）及び第4方面軍（王耀武）の4個方面軍となったものの、連合国軍司令部配下の兵力では、依然として中国陸軍が主力となっていた。
この4個方面軍は1945年8月後半には、多くの抗日戦争戦区と同様に中国における連合国を代表して日本軍の降伏受諾事務を行う基本単位の受降区となった。

## 参考
- ビルマの戦い